# Sveriges ambassad i Rom
Sveriges ambassad i Rom är Sveriges diplomatiska beskickning i Italien som är belägen i landets huvudstad Rom. Beskickningen består av en ambassad, ett antal svenskar utsända av Utrikesdepartementet (UD) och lokalanställda. Ambassadör sedan 2020 är Jan Björklund. Ambassaden är sedan 23 oktober 2019 åter belägen vid piazza Rio de Janeiro 3i nordöstra Rom. Ambassaden i Rom täcker även sidoackrediteringslandet San Marino. Dessutom ansvarar ambassaden för Sveriges relationer till de FN-organ som har säte i Rom – FAO, WFP och IFAD.

## Fastigheter

### Ambassadkansli
Ambassadbyggnaden är belägen vid piazza Rio de Janeiro 3. Den svenska legationen i Rom är enligt Statens fastighetsverk Sveriges äldsta beskickning. På 1400-talet skickades en svensk ut för att bevaka Sveriges intressen, då till kurian.

### Residens
Ambassadörens residens ligger i en byggnad uppförd 1896 efter ritningar av arkitekt Luigi Rolland på Via di Villa Patrizi 5. Fastigheten är 1 500 kvadratmeter stor och ligger i en muromgärdad trädgård. Svenska staten köpte fastigheten 1922, och arkitekten Ragnar Hjorth fick i uppdrag att planera en ombyggnad som dock ej genomfördes. Byggnaden har renoverats och byggts om i flera omgångar.

## Beskickningschefer

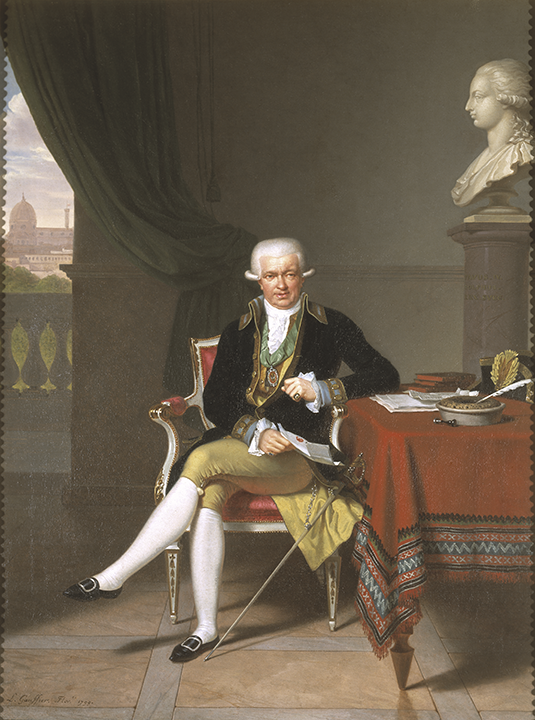
Sveriges minister vid de Italienska hoven (1793-1836, Johan Claes Lagersvärd, avporträtterad i diplomatisk uniform och med Vasaordens kommendörskors runt halsen. I bakgrunden en byst av Gustav IV Adolf; genom fönstret ser man kyrkan Santa Maria del Fiore. Målning av Louis Gauffier i Florens. (1799)

| Namn                      | Period    | Funktion                  | Ackreditering                           | Stad    |
| ------------------------- | --------- | ------------------------- | --------------------------------------- | ------- |
| Geronimo Marchelli        | 1766–1788 | Chargé d’affaires         |                                         | Genua   |
| Georg Gustaf Wrangel      | 1788–1793 | Minister plénipotentiaire |                                         | Genua   |
| Francesco Piranesi        | 1790–1794 | Resident                  |                                         | Rom     |
| Gustaf Mauritz Armfelt    | 1792–1794 | Minister plénipotentiaire |                                         | Genua   |
| Johan Claes Lagersvärd    | 1793–1814 | Chargé d’affaires         |                                         | Florens |
| Francesco Piranesi        | 1794–1798 | Minister                  |                                         |         |
| Johan Claes Lagersvärd    | 1814–1836 | Ministerresident          |                                         | Florens |
| Johan Wilhelm Bergman     | 1841–1852 | Chargé d’affaires         |                                         |         |
| Carl Wachtmeister         | 1852–1858 | Chargé d’affaires         |                                         |         |
| Carl Edward Wilhelm Piper | 1859–1861 | Chargé d’affaires         |                                         |         |
| Carl Fredrik Hochschild   | 1861–1863 | Chargé d’affaires         |                                         |         |
| Carl Fredrik Hochschild   | 1863–1865 | Ministerresident          |                                         |         |
| Carl Edward Wilhelm Piper | 1865–1872 | Envoyé                    |                                         |         |
| Hans Henrik von Essen     | 1873–1877 | Envoyé                    |                                         |         |
| Frans Theodor Lindstrand  | 1877–1889 | Envoyé                    |                                         |         |
| Carl Bildt                | 1889–1902 | Envoyé                    |                                         |         |
| Thor von Ditten           | 1903–1905 | Envoyé                    |                                         |         |
| Carl Bildt                | 1905–1920 | Envoyé                    |                                         |         |
| Augustin Beck-Friis       | 1920–1927 | Envoyé                    |                                         |         |
| Erik Sjöborg              | 1928–1937 | Envoyé                    |                                         |         |
| Einar af Wirsén           | 1937–1940 | Envoyé                    |                                         |         |
| Hans Gustaf Beck-Friis    | 1940–1942 | Envoyé                    |                                         |         |
| Joen Lagerberg            | 1942–1946 | Envoyé                    |                                         |         |
| Christian Günther         | 1946–1950 | Envoyé                    |                                         |         |
| Hans Gustaf Beck-Friis    | 1950–1956 | Envoyé                    |                                         |         |
| Hans Gustaf Beck-Friis    | 1956–1956 | Ambassadör                |                                         |         |
| Eric von Post             | 1956–1965 | Ambassadör                |                                         |         |
| Brynolf Eng               | 1966–1973 | Ambassadör                | Sidoackrediterad i Valletta.            |         |
| Dick Hichens-Bergström    | 1973–1979 | Ambassadör                | Sidoackrediterad i Valletta.            |         |
| Axel Lewenhaupt           | 1979–1983 | Ambassadör                | Sidoackrediterad i Valletta.            |         |
| Eric Virgin               | 1983–1986 | Ambassadör                | Sidoackrediterad i Valletta.            |         |
| Sven Fredrik Hedin        | 1986–1989 | Ambassadör                |                                         |         |
| Ola Ullsten               | 1989–1995 | Ambassadör                | Sidoackrediterad i Tirana från 1992.    |         |
| Torsten Örn               | 1996–1998 | Ambassadör                | Sidoackrediterad i Tirana.              |         |
| Göran Berg                | 1998–2002 | Ambassadör                | Sidoackrediterad i Valletta och Tirana. |         |
| Staffan Wrigstad          | 2002–2006 | Ambassadör                | Sidoackrediterad i Valletta och Tirana. |         |
| Anders Bjurner            | 2006–2010 | Ambassadör                | Sidoackrediterad i Tirana 2006-2008.    |         |
| Ruth Jacoby               | 2010–2015 | Ambassadör                | Sidoackrediterad i San Marino.          |         |
| Robert Rydberg            | 2015–2020 | Ambassadör                | Sidoackrediterad i San Marino.          |         |
| Jan Björklund             | 2020–     | Ambassadör                | Sidoackrediterad i San Marino.          |         |